# Schloss Blonay
Schloss Blonay liegt in Blonay in der Gemeinde Blonay – Saint-Légier im Kanton Waadt.

## Geschichte
Das Schloss wurde 1175 durch Wilhelm II. von Blonay, einem savoyischen Ministerialien, erbaut. Die Familie bewohnt es seit dieser Zeit – mit einer kurzen Unterbrechung im 18. Jahrhundert – bis in unsere Tage.
Der älteste noch existierende Teil ist der mächtige viereckige Bergfried aus der Gründungszeit, der in späteren Jahren aufgestockt und einer Reihe von Gebäuden, die um einen Hof herum angeordnet sind, einverleibt wurde. Das Schloss mit einem unregelmässigen viereckigen Grundriss hatte früher vier Ecktürme, von denen heute noch zwei erhalten sind. 
Es besitzt einen Ehrenhof mit einer Loggia im Renaissancestil (1677) an der Westseite, sowie eine Schlosskapelle aus dem 15. Jahrhundert mit Glasgemälden von 1577. An den Wohnbauten wurden vom 18. bis 20. Jahrhundert zahlreiche Restaurierungen und Umgestaltungen vorgenommen; ferner wurden im 19. Jahrhundert die Schlossgräben zugeschüttet.